# Lucjan (Vladulov)
Lucjan, imię świeckie Jovan Vladulov (ur. 9 maja 1933 w Novi Kozarci, zm. 24 maja 2017 w Osijeku) – serbski biskup prawosławny.

## Życiorys
Ukończył seminarium duchowne w Sremskich Karlovcach, a następnie wyższe studia teologiczne na Uniwersytecie Belgradzkim. W 1958 złożył wieczyste śluby mnisze w monasterze Kovilj. W 1959 został hierodiakonem, zaś w 1963 – hieromnichem. Jako ekonom klasztorny przyczynił się do jego całkowitego remontu. W związku z tym w 1964 biskup eparchialny przeniósł go do monasteru Bođani, gdzie hieromnich, a następnie archimandryta Lucjan również koordynował odnowę zapuszczonych obiektów klasztornych.
23 maja 1991 otrzymał nominację na biskupa osjeczkopolskiego i barańskiego. Jego chirotonia biskupia odbyła się 14 lipca tego samego roku w soborze św. Mikołaja w Sremskich Karlovcach.
Zmarł 24 maja 2017.